# Barygenys parvula
Espèce
Statut de conservation UICN

 DD  : Données insuffisantes
Barygenys parvula est une espèce d'amphibiens de la famille des Microhylidae.

## Répartition
Cette espèce est endémique de la province de Madang en Papouasie-Nouvelle-Guinée. Son aire de répartition concerne deux localités dans les monts Adelbert, à environ 1 500 m d'altitude,.

## Description
Barygenys parvula mesure au maximum 19 mm. Son dos est brun.

## Étymologie
Son nom d'espèce, du latin parvula, « très petit », lui a été donné en référence sa taille.

## Publication originale
- Zweifel, 1981 "1980" : Description and relationships of a new species of microhylid frog (Genus Barygenys) from Papua New Guinea. Pacific Science, vol. 34, p. 269-275 (texte intégral).